# Mimi Soleil
 (août 2025).
Mimi Soleil est une chaîne francophone de vidéos éducatives sur YouTube, créée et animée depuis 2023 par l’enseignante française Émilie Detcheverry. Destinée aux enfants de un à six ans, elle facilite l’apprentissage du français à l’aide de comptines, marionnettes et jeux de langage. En juillet 2025, la chaîne revendique plus de 68 000 abonnés et 24 millions de vues cumulées.

## Biographie de la créatrice
Émilie Detcheverry naît le 3 janvier 1986 à Saint-Pierre, dans l’archipel de Saint-Pierre-et-Miquelon. Après un baccalauréat, elle part étudier à Nantes, où elle obtient le diplôme de professeure des écoles puis un master MEEF bilingue français-anglais.
Elle enseigne d’abord dans l’école primaire de son enfance, avant de rejoindre, en 2013, deux établissements français en Californie, à San Diego puis San Francisco.

## Lancement et concept de la chaîne
À la naissance de son premier enfant en 2021, Émilie Detcheverry souhaite créer un support francophone accessible aux tout-petits, indépendamment de leur environnement linguistique. Elle lance la chaîne Mimi Soleil le 6 juin 2023,.
Chaque épisode aborde un thème (couleurs, chiffres, animaux, saisons…) et invite les enfants à répéter les mots, chanter ou manipuler des objets. Les vidéos mettent en scène :
- des chansons et comptines interprétées par Marie, enseignante et musicienne ;
- la marionnette Lulu, espiègle lapin adepte des carottes.

## Audience
Selon les statistiques publiques de YouTube, en juillet 2025 la chaîne compte :
- plus de 68 000 abonnés ;
- plus de 24 millions de vues[2].

## Réception médiatique
Le travail d’Émilie Detcheverry fait l’objet de reportages et interviews sur SPM la 1ère :  
- l’émission radiophonique Dans ma bulle (30 juin 2023) ;[3]
- La roue tourne (29 novembre 2024)[4],[5].